# Силва дус Сантус, Тиагу
Тиагу Силва дус Сантус (порт. Tiago Silva dos Santos; род. 4 апреля 1979, Такуари, Риу-Гранди-ду-Сул) — бывший бразильский футболист, защитник. Имеет болгарский паспорт. В составе национальной сборной Болгарии провёл один матч, после чего выяснилось, что он играл в молодёжных составах Бразилии и дальше мог участвовать в составе национальной команды только под флагом этой страны.

## Биография

### Клубная карьера
Тиагу Силва дус Сантус начал свою футбольную карьеру игроком мини-футбольного клуба «Пинейрош», но в 1990 году Тиагу решил перейти в большой футбол, став игроком юношеского состава клуба «Жувентуде» из города Кашиас-ду-Сул, штат Риу-Гранди-ду-Сул.
18 июля 2007 года Тиагу Силва подписал трёхлетний контракт с бельгийским клубом «Генк». Дебютировал Тиагу в чемпионате Бельгии 25 августа 2007 года в гостевом матче против «Жерминаль Беерсхота», в своём дебютном матче Тиагу Силва был удалён с поля на 82-й минуте, но его команда смогла победить со счётом 1:2. В своём дебютном сезоне Тиагу Силва сыграл в чемпионате 14 матчей, в которых один раз получал жёлтую карточку и дважды удалялся с поля.
В январе 2010 года Тиагу Силва перешёл в бразильский «Жувентуде», где через год и завершил профессиональную карьеру.

### Карьера в сборной
Молодёжная сборная Бразилии по футболу: 13

Сборная Болгарии по футболу: 1 (против Турции в августе 2005 г)

## Достижения
- Обладатель Кубка Бельгии (1): 2009
- Обладатель Кубка Болгарии (1): 2003/04
- Финалист Кубка Болгарии (1): 2002/03
- Обладатель Кубка Меркосур (1): 1998
- Обладатель Кубка Либертадорес (1): 1999